# Собранце
Собранце (слч. Sobrance) град је у Словачкој, који се налази у оквиру Кошичког краја, где је у саставу округа Собранце.
Собранце је најисточнији град Словачке. Источно од Собранца се налази најважнији гранични прелаз између Словачке и Украјине.

## Географија
Собранце је смештено у источном делу државе, близу државне границе са Украјином, која се налази 10 km источно од града. Главни град државе, Братислава, налази се 520 km источно од града.
Рељеф: Собранце се развило у југоисточној подгорини планинског венца Татри. Насеље се налази испод планине Вихорлатских врхова, док се јужно од града пружа крајњи североисточни обод Панонске низије. Град је положен на приближно 120 m надморске висине.
Клима: Клима у Собранцу је умерено континентална.
Воде: Собранце се развило на пар мањих потока.

## Историја
Људска насеља на овом простору датирају још из праисторије. Насеље под данашњим именом први пут се спомиње 1344. године, као место насељено Словацима, да би градска права стекло већ 1351. године. Током следећих векова град је био у саставу Угарске.
Крајем 1918. Собранце је постало део новоосноване Чехословачке. У време комунизма град је нагло индустријализован, па је дошло до наглог повећања становништва. После осамостаљења Словачке град је постао њено општинско средиште, али је дошло до привредних тешкоћа у време транзиције.

## Становништво
| Година:    | 1994. | 2004.   | 2014.   | 2024.   |
| ---------- | ----- | ------- | ------- | ------- |
| Број људи: | 6188  | 6296    | 5981    | 5789    |
| Разлика:   |       | +1,74 % | -5,00 % | -3,21 % |

| Година:    | 2023. | 2024.   |
| ---------- | ----- | ------- |
| Број људи: | 5827  | 5789    |
| Разлика:   |       | -0,65 % |

Данас Собранце има око 6.200 становника и последњих година број становника опада.
Етнички састав: По попису из 2001. састав је следећи:
- Словаци - 95,4%,
- Роми - 0,9%,
- Чеси - 0,5%,
- остали.

Верски састав: По попису из 2001. састав је следећи:
- римокатолици - 51,1%,
- гркокатолици - 33,9%,
- атеисти - 3,6%,
- православци - 3,4%,
- остали.

## Партнерски градови
- Лубачов